# 7828 Noriyositosi
7828 Noriyositosi este un asteroid din centura principală, descoperit pe 28 septembrie 1992, de Masayuki Yanai și Kazurō Watanabe.